# Opposition (Anatomie)

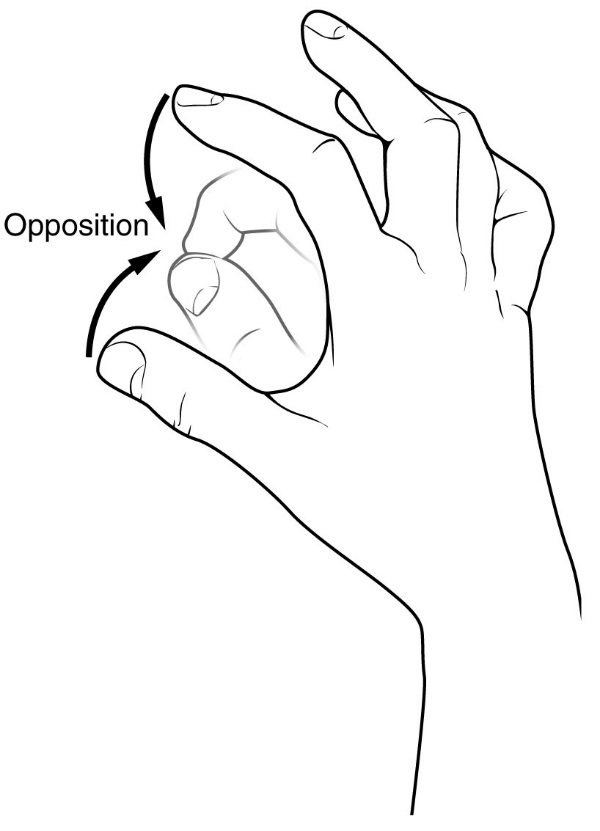
Opposition bei der menschlichen Hand

Als Opposition oder Opponierbarkeit bezeichnet man in der Anatomie die Gegenüberstellung von Fingern. Hierbei ist insbesondere die Fähigkeit des Daumens (vergleichend-anatomisch die erste Vorderzehe), den anderen Fingern gegenübergestellt zu werden, gemeint. Auch die Gegenüberstellung des Kleinfingers mit der Hohlhand wird als Opposition bezeichnet. Die gegensätzliche Bewegung nennt man Reposition.

## Opposition an der menschlichen Hand
Beim Menschen ist der Daumen gegenüber den anderen Fingern um 130° verdreht, wodurch der Pinzettengriff zwischen Daumen und Zeigefinger erst ermöglicht wird. Die Opposition des Daumens ist eine Bewegung im Daumengrundgelenk. Sie wird durch die vom Nervus radialis versorgten Musculus abductor pollicis longus und den Musculus extensor pollicis brevis eingeleitet und dann durch die eigentlichen, vom Nervus medianus versorgte Daumenmuskeln Musculus opponens pollicis, Musculus abductor pollicis brevis und Musculus flexor pollicis brevis weitergeführt. Die Opposition des Kleinfingers wird vor allem durch den Musculus opponens digiti minimi bewerkstelligt. Sie ist bei Schädigung des ihn innervierenden Nervus ulnaris gestört.

## Opposition im Tierreich
Bei vielen Primatenarten – unter anderem allen Altweltaffen – ist der Daumen ebenfalls opponierbar und bildet damit eine Greifhand. Zudem können sie, im Gegensatz zum Menschen, auch die Großzehe opponieren, womit sie auch einen Greiffuß besitzen. Auch bei Sakiaffen, einigen Klammerschwanzaffen und Ungehaubten Kapuzinern sind an der Hand Oppositionsbewegungen möglich. Aber auch eine Reihe weiterer Säugetierarten hat opponierbare Daumen. Große Pandas und Kleine Pandas haben fünf Klauen und einen überlangen Handwurzelknochen, der als Daumen fungiert. Koalas haben zwei Daumen und drei entgegengesetzte Finger an Füßen und Händen. Beutelratten haben eine mehr oder weniger stark opponierbare große Zehe.
Bei vielen Vogelarten weist die erste Zehe nach hinten und ist zu den drei vorderen Zehen opponierbar (siehe auch Vogelfuß). Das älteste bekannte Tier mit einem opponierbaren Daumen war ein Flugsaurier, aber auch Chamäleons und Baumfrösche haben die Fähigkeit.
Auch bei Wirbellosen ist eine Opposition zu beobachten. So ist der Schluss der Scheren an den Extremitäten von Gliederfüßern eine Oppositionsbewegung. Bei den Echten Tierläusen opponiert eine Kralle mit einem Fortsatz an der Tibia, dem sogenannten Tibialdaumen.

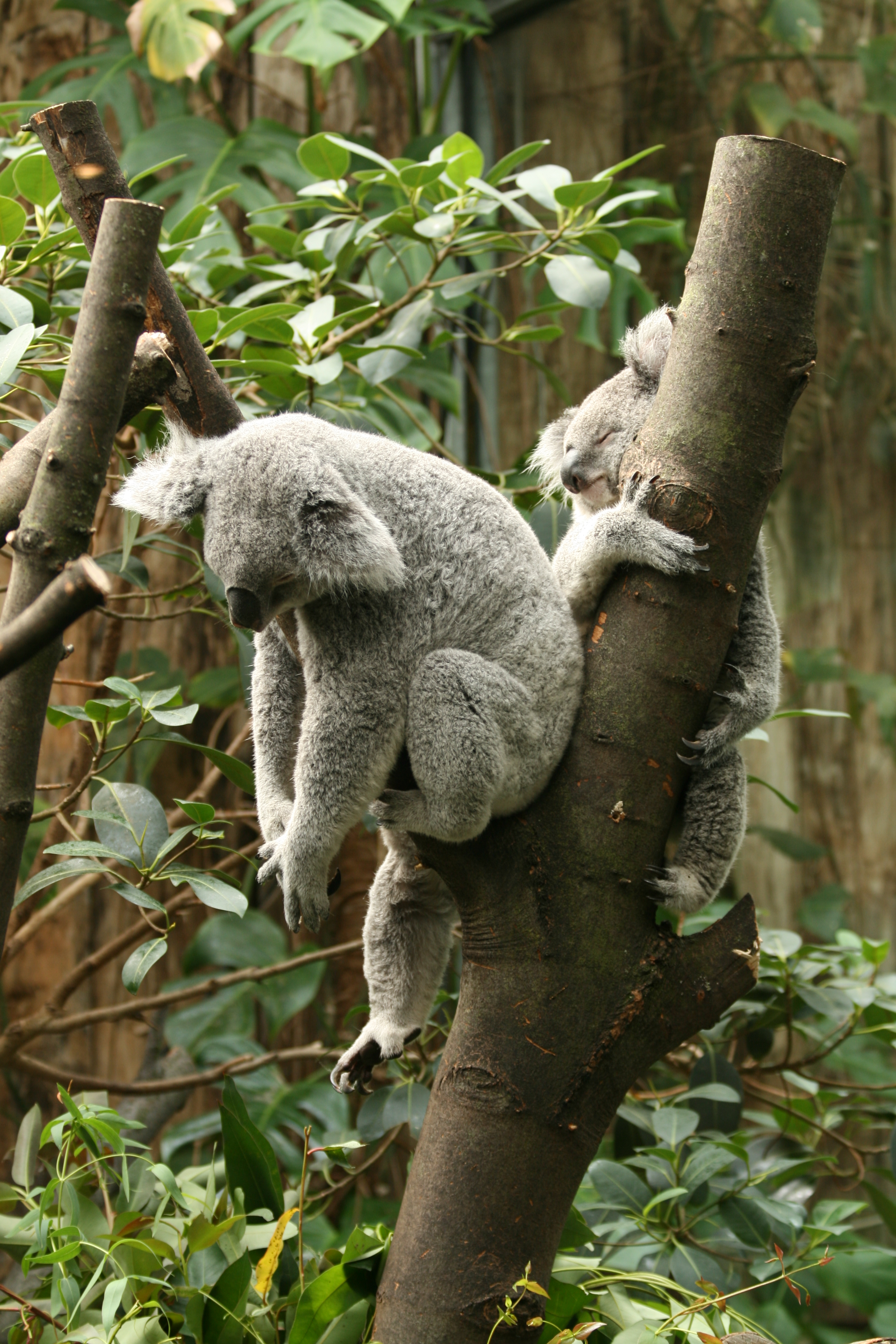
Koalas
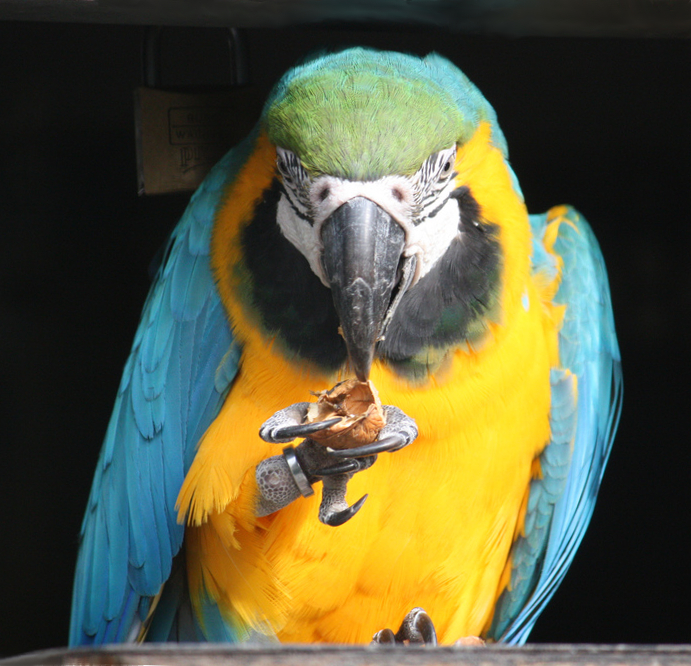
Papagei hält mit dem Fuß eine Nuss fest
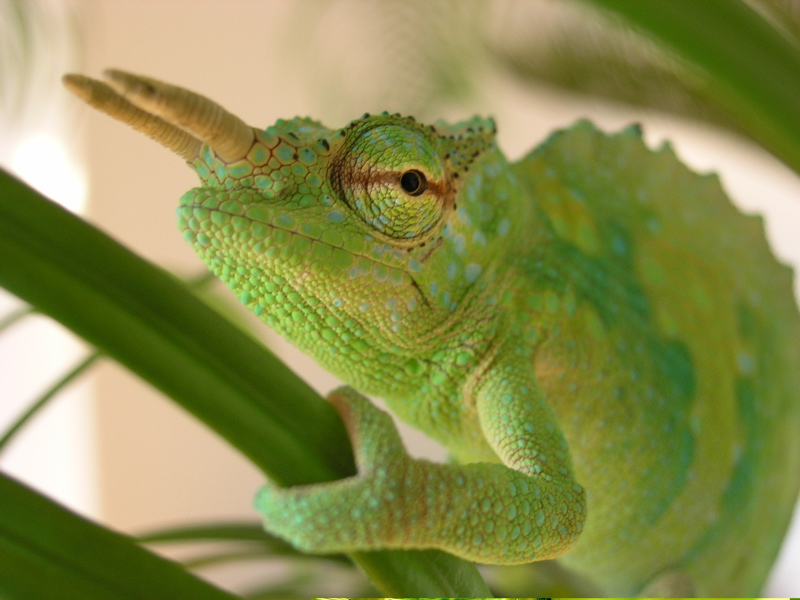
Bergchamäleon
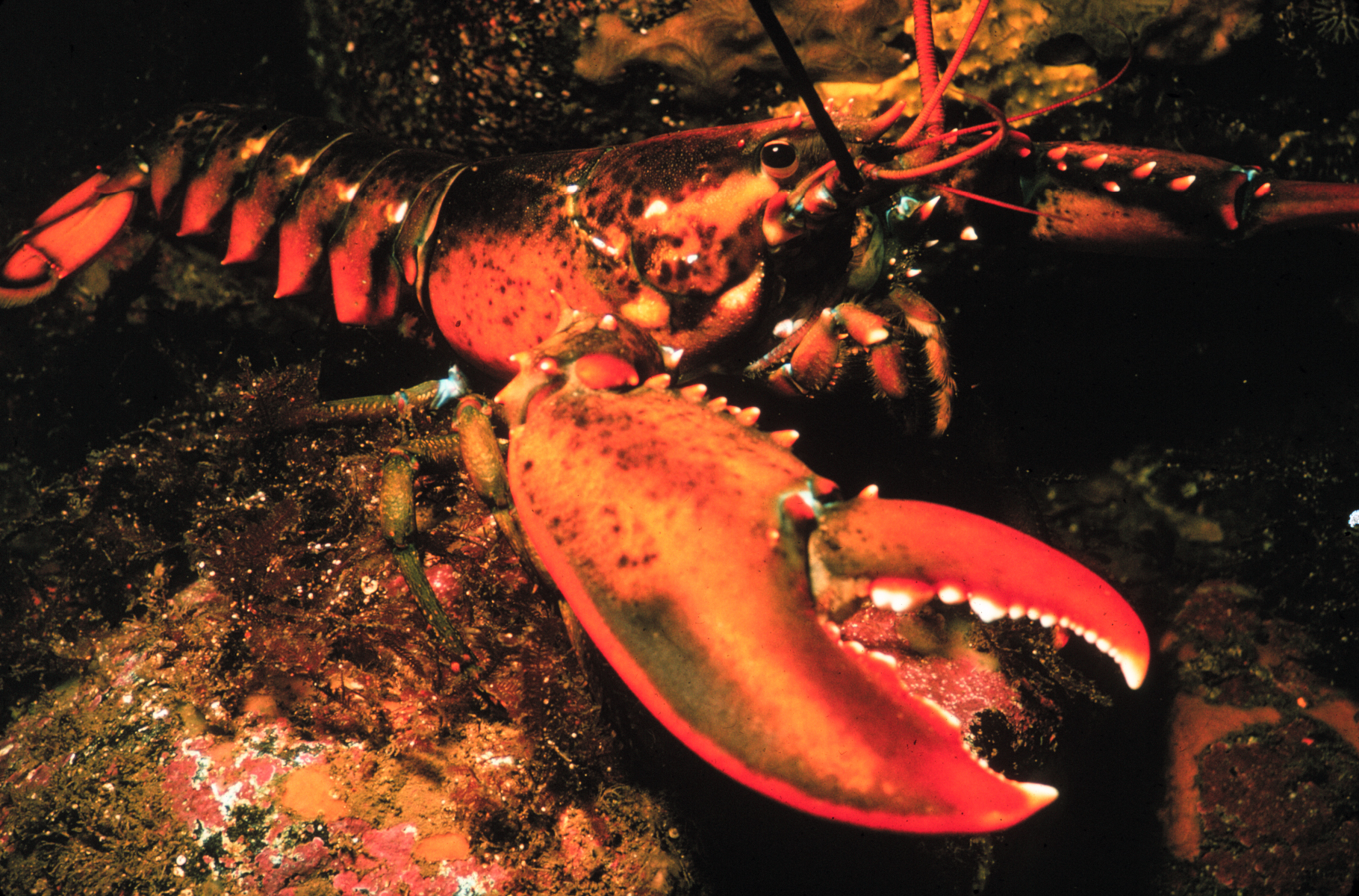
Hummer